# Zumbo (Mozambico)
Zumbo è la città più a ovest del Mozambico, sulle sponde del fiume Zambesi. Si trova sulla sponda nord-est della confluenza tra lo Zambesi ed il fiume Luangwa. Zumbo è una città di confine tra il Mozambico ed i paesi vicini, Zambia e Zimbabwe. 
Zumbo fu fondata dai portoghesi come un centro di scambi durante l'ultima parte del XVII secolo. Divenne una prospera città grazie ai traffici lungo il basso corso dello Zambesi, in Zimbabwe, e nella zona del basso Luangwa, in particolare per il commercio dell'avorio. La città di Zumbo dominava tutta la regione e suoi commercianti si stabilirono anche a Luangwa.
Il declino di Zumbo fu segnato dopo l'annessione della Rhodesia del Nord (oggi Zambia) e della Rhodesia del Sud (oggi Zimbabwe) da parte dell'impero britannico, cosa che escluse queste aree dalla sua sfera di influenza commerciale.
Negli anni settanta la diga ed il lago di Cahora Bassa furono creati a valle della città. Per questo Zumbo si trova sull'estremo più a monte del lago. 
La posizione strategica della città ha significato che sia durante la guerra di indipendenza del Mozambico che la successiva guerra civile, la guerriglia era attiva sia dentro la città che nel suo entroterra. Una triste conseguenza è stata la comparsa di ampie zone minate nel territorio di Zumbo. Infatti la città fu abbandonata durante il periodo della guerra civile e solo oggi, dopo essere stata parzialmente distrutta, è in cantiere la sua ricostruzione.
A parte la pesca nel fiume e nel lago, l'economia di Zumbo è basata sui traffici commerciali con i paesi vicini. Fortemente presente è il mercato del contrabbando. 
Nella zona esistono delle piccole miniere di carbone. I principali raccolti sono il riso, i fagioli e la manioca, coltivati nelle zone alluvionali del fiume. 
I collegamenti con il resto del Mozambico sono in pessime condizioni e di fatto il principale sistema di trasporto è rappresentato da battelli da Songo fino alla diga di Cahora Bassa.
| Controllo di autorità | VIAF (EN) 12144648165835357811 · BNF (FR) cb13735805j (data) |